# Starosillea, Ivanîci
Starosillea (în ucraineană Старосілля) este un sat în comuna Pavlivka din raionul Ivanîci, regiunea Volînia, Ucraina.

## Demografie
Componența lingvistică a localității Starosillea
     Ucraineană (98,92%)
     Rusă (1,08%)
Conform recensământului din 2001, majoritatea populației localității Starosillea era vorbitoare de ucraineană (98,92%), existând în minoritate și vorbitori de rusă (1,08%).